# Wiener Stadthalle
Wiener Stadthalle je sportska dvorana u glavnom austrijskom gradu Beču. Osmislio ju je austrijski arhitekt Roland Rainer. Izgrađena je između između 1953. i 1958. Kapaciteta je oko 16.000 gledatelja.
Wiener Stadthalle se sastoji od 6 dvorana: A, B, C (ledene dvorane), D (glavna dvorana, samo za koncerte), E (za manje događaje), F (za intimnije koncerte). Iako je veći dio centra izgrađen između 1953. i 1958., tek 1978. je izgrađen Stadthallenbad, javni bazen.
U ovoj su dvorani odigrane mnoge utakmice Europskog prvenstva u rukometu 2010.

## Vanjske poveznice
- Službena stranica
- World Stadiums  Arhivirana inačica izvorne stranice od 7. veljače 2009. (Wayback Machine)